# Satellite Catalog Number
The Satellite Catalog Number (en català: Número de Catàleg del Satèl·lit), (també conegut com a NORAD Catalog Number, NORAD ID, NASA catalog number, USSPACECOM object number o simplement catalog number i variants similars) és un número seqüencial de cinc dígits assignat per la USSTRATCOM (United States Strategic Command) amb l'objectiu de descobrir tots els objectes artificials de l'òrbita terrestre (inclosos els coets i les deixalles) i les sondes espacials llançades des de la Terra. El primer objecte catalogat, el número de catàleg 00001, és el vehicle de llançament Sputnik 1, amb el número de catàleg 00002 assignat pel satèl·lit Sputnik 1.
Els objectes que no aconsegueixen orbitar o orbitar per poc temps no estan catalogats. La mida mínima de l'objecte al catàleg és de 10 centímetres de diàmetre. Al 23 de juny de 2019, el catàleg comptava amb 44.336 objectes inclosos 8.558 satèl·lits llançats en òrbita des de 1957. 17,480 of them were actively tracked while 1,335 were lost. L'ESA estima que hi ha al voltant de 34,000 deixalles en òrbita de la mida que USSTRATCOM pot rastrejar a partir de gener de 2019.
La USSTRATCOM comparteix el catàleg a través del lloc web space-track.org. El 18è Esquadró de Control Espacial (18 SPCS) és la unitat que manté el catàleg.

## Història
Inicialment el catàleg era mantingut per NORAD, però a partir del 1985 la USSPACECOM (United States Space Command) tenia la missió de detectar, rastrejar, identificar i mantenir un catàleg de tots els objectes creats per l'home en l'òrbita terrestre. El 2002, la USSPACECOM es va fusionar amb la USSTRATCOM.